# Kouko Guehi
Hilaire Kouko Djedje Guehi (San-Pédro, 27 dicembre 1982) è un ex calciatore ivoriano, di ruolo centrocampista.

## Carriera

### Club
Ha giocato nella prima divisione del campionato marocchino con il Raja Casablanca, con cui ha preso parte anche a varie partite della CAF Champions League della Coppa del mondo per club FIFA 2013.

### Nazionale
Ha giocato nella nazionale ivoriana Under-17.

## Palmarès

### Club

#### Competizioni nazionali
- Campionato marocchino di calcio: 1

Raja Casablanca: 2012-2013

### Nazionale
- Torneo dell'UEMOA: 1

Mali 2008